# カップ麺

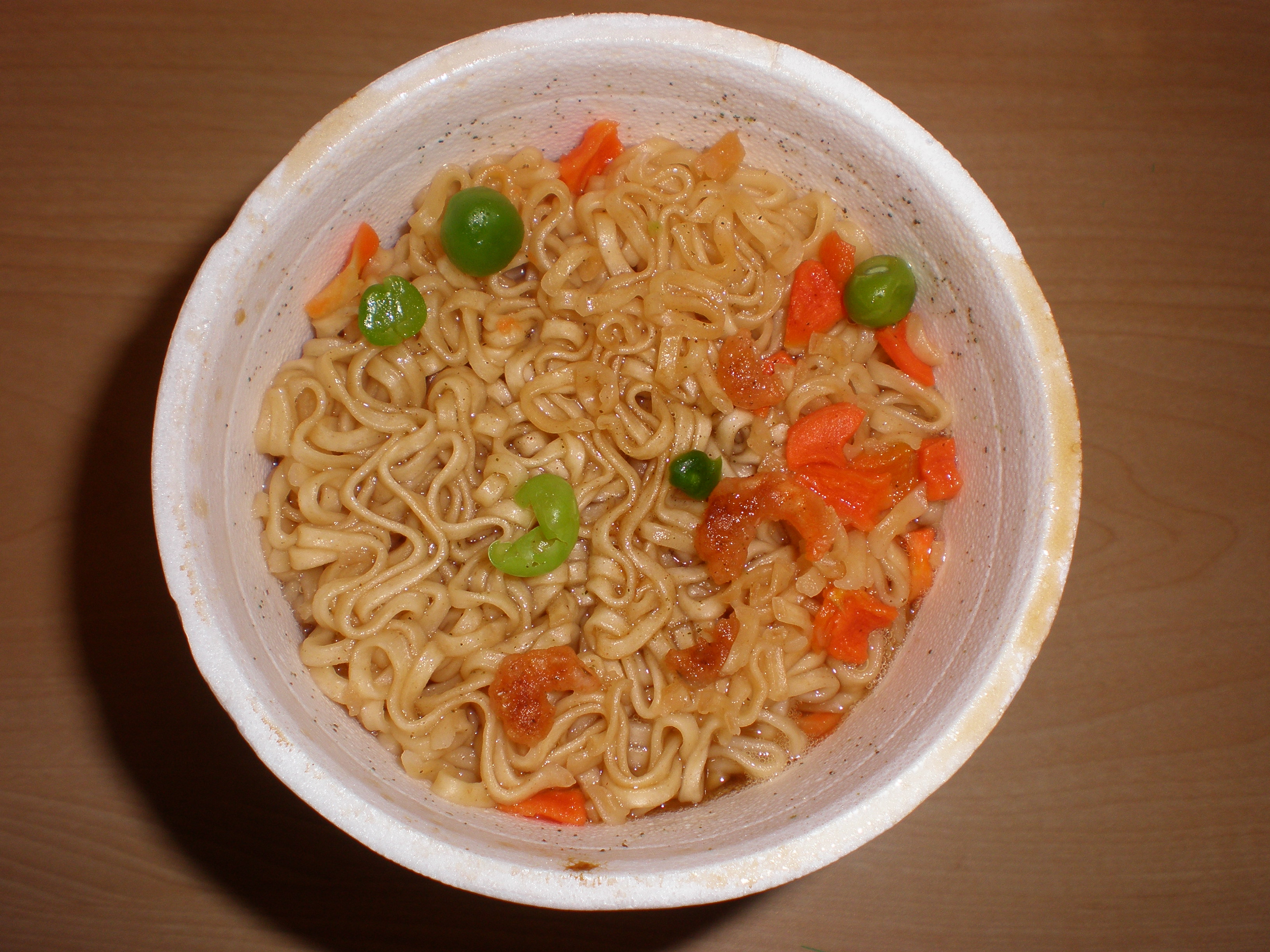
カップラーメンと具材

カップ麺（カップめん）とは、乾燥麺や生タイプ麺などの即席麺類のうち、食器として使用できる容器（コップ状の耐熱耐水容器など）に入れ、かやく（具材）を添付したものである。日本で初めて商品化され、世界各地にも簡易な食糧として普及し、多くの国で親しまれ、世界中に様々な製品が流通している。
日本において規約上の正式名は「即席カップめん」である。内容物がインスタントラーメンのものをカップラーメン、蕎麦、うどんのものをカップそば、カップうどん、焼きそば風のものをカップ焼きそば（インスタント焼きそば）ともいう。

## 概要
カップ麺のうち、その多くは麺も調味料も具となる乾燥したかやくも一つのカップ内にまとめて封入されており、その調理は熱湯を注ぐだけで完了するが、後述するように調味料やかやくが小袋に入れられ別添されていたり、カップ焼きそばに代表されるように麺を湯戻しの後に湯切りしてカップ外に捨てるものやその湯を他の容器に移してスープとするものなど、多様なバリエーションも存在する。またバリエーションの一端として電子レンジで加熱調理を行うタイプも存在する。
この製品のカップは調理器具であると同時に食器でもあり、また商品として商店で陳列されるための意匠を凝らしたパッケージ、消費者が購入後に家庭などで食品である麺を保管するための保存容器を兼ねている。
カップ化される麺食品はラーメンやうどんなどの日本やアジア地域になじみの深い小麦麺のほか、欧州で発達したパスタや、アジアで発達したビーフンやフォーといった米麺など、およそ麺類すべてに及び、製造・販売する企業並びに製品は多岐にわたる。油で揚げたりフリーズドライで乾燥させる加工が可能であればカップ麺とすることが可能である。今日では様々な麺類のカップ麺が様々な国で生産されており、日本国内でも海外で販売されているものを含む様々な麺食品のカップ版を入手することができる。ただし製品化する上で具が麺と一緒に調理できる必要性や様々な理由から、簡略化されたり別の具材が用いられたりなど、様々な試行錯誤や工夫が凝らされている。
また箸に馴染みのない地域ではフォークを使って食べる消費者のために日本国外向けの製品では国内商品に比べると麺の長さが短くなっているものがあるなど、同じ銘柄の製品でも販売地域によって消費者の嗜好に合わせた変更が加えられたものも存在する。

## 歴史
安藤百福が1971年（昭和46年）9月18日に発売した「カップヌードル」が最初の製品（事前に行われた試験販売を除く）である。今では主食としても食べられているが、開発当初は間食としての普及を目指していた。欧米に即席ラーメンのセールスに行った際、ラーメン用のどんぶりがなかったため、紙コップにチキンラーメンを割り入れて湯を注ぎフォークで試食する姿から着想を得た。
カップヌードルが、通常の袋麺（約90〜100g）よりも麺の容量が少ない（麺重量60〜70g）のはその名残りである。1980年代後半まではほかのメーカーもこれに追随していたが、1988年（昭和63年）にエースコックが麺の容量を袋麺と同等の90gとして「大盛サイズ」を謳った「スーパーカップ」シリーズの販売を開始し、これが大ヒットとなる。各社もこれに続き主食としての普及を目的とした大容量サイズ（おおむね麺重量80g以上）の商品も、カップ麺の主流の一角を担うこととなっていく。のちにカップヌードルに関しても「大盛サイズ」を製造しこの潮流を追随する。一方、L層（女性客や年少者）向けに、通常の半分程度のミニサイズ商品（おおむね麺量30g程度）の個包装麺やミニカップ麺も各社より販売されている。
1972年のあさま山荘事件の際、機動隊員が寒さの中、非常食として配られたカップヌードルを食べている姿がテレビの生放送でたびたび放映されたため、カップ麺が日本全国に認知され普及するきっかけとなった。
欧米市場においては、発売当初には箸の文化が浸透していなかった関係上、カップヌードル発売当初には、折りたたみ型のフォークが付随している商品が国内でも存在していた。現在でも外国市場製品には、これに類したフォークが貼付されている商品が存在する。また、その関係から発売当初カップ麺を購入した際に、割箸ではなくプラスチック製のフォークを別途添付して販売されていた時期がある。

## 容器
容器は通常、発泡スチロールか紙が使われる。発泡スチロールを使うのは、保温性・断熱性がよく、持ったときに熱くないという理由からである。紙製の容器の場合、容器外側を段ボール状にしてこの点を克服していたり（代表的なものが「サッポロ一番 カップスター」）カップを二重構造にするだけで段のない容器になっていたり、紙製でも発泡スチロールのように紙に空間を持たせたものも存在する（日清カップヌードル系列に存在する）。紙の容器に比べ、発泡スチロールの方が多彩な形状のものを作ることが可能であり、初期のものはすべて発泡スチロールだが、日清食品が特許を申請したために、後発メーカーは主に紙容器のものを作った。また徳島製粉の「金ちゃんラーメン」など、一部の製品は国産品でも複層型の非発泡スチレンケースカップを使用している。外国製品でも単層型のスチレンカップの製品が存在する。
乾燥麺タイプは直接容器に麺が入っているケースがほとんどであるが、生タイプ麺はすべてその麺を真空パック包装したうえで容器に入れた状態となっている。
本体容器は通常は廃棄処分されることが多いが、たとえば「カップヌードル容器でチキンラーメンを喫食する」などの再利用をする場合もある（ただし長期使用はできない構造であるため簡易使用に留まる）。
通常は封緘は天面に紙ないしはそれに類するもので封緘する形式が多く、この部分は喫食後には最終的には本体容器から除去される。プラスチック製容器で、蓋も同様にプラスチック製の場合はその限りではなく、この場合は本体容器は蓋とともに再利用が可能である。これを利用して容器全体を別の食品用に再利用することも、また食品以外の簡易収容保管に利用することも可能である。
カップ麺本体を封印する封緘フィルムは通常はその製造工程上、搬送機の搬送用歯車（スプロケット）での貫通が避けられず、規則的な小孔が認められる場合がある。場合によっては封緘紙などにその跡がついていることがある。なお一部の日清食品製品には、この封緘フィルムの底面に調理時用の封緘シールが付属しているものがあり、このシールは封緘フィルムの除去時の開封補助を兼ねている。

### 発泡スチロール容器に関する話題
1998年に環境庁（現・環境省）より提出されたSPEED'98リスト（「内分泌攪乱化学物質問題への環境庁の対応方針について」）により、高熱の熱湯を注ぐことで発泡スチロール製の容器から環境ホルモン（スチレンダイマー、スチレントリマー）が溶出し、スープや麺と一緒に摂取することで人体への影響があるとマスメディアや活動家からの批判を浴び、各メーカーが緊急に紙容器に切り替えるなど大きな問題となった。
のちに同説はカップ麺業界により再調査され、2000年に旧通産省・旧環境庁が「内分泌攪乱作用があるとの証拠は見いだせない」「作用を否定する報告が大半」と発表したが、2006年に東京都健康安全研究センターは動物実験により、生物への影響が確認されたと発表した。これに対して、通常の10倍以上を摂取する状況下での結果であり、実際の人体への影響がどの程度かは不明であるとの反論が出された。
なお発泡スチロール（ポリスチレン）は前述の通り、環境ホルモンと関連する物質の疑いが2000年11月に晴れたとされ、同リストより除外されている。しかし、2004年には当時流行した健康食品のしそ油（荏胡麻油）が、このスチロール製カップを溶かすとして話題となり、国民生活センターが調査を行ったところ、このしそ油をカップに入れ、100度の熱湯を注いだ際に一定の溶解が見られたため、消費者に注意を呼びかけている。
2008年にも日本即席食品工業協会がしそ油や荏胡麻油だけでなく亜麻仁油やヤシ油（ココナッツオイル）もスチロール製容器のカップ麺に入れた場合に容器が溶けることがあるとしている。その後、2023年に国民生活センターがMCTオイルやえごま油等を加えると発泡ポリスチレン製の容器が変質・破損するおそれがあることを注意喚起している。

## 調理

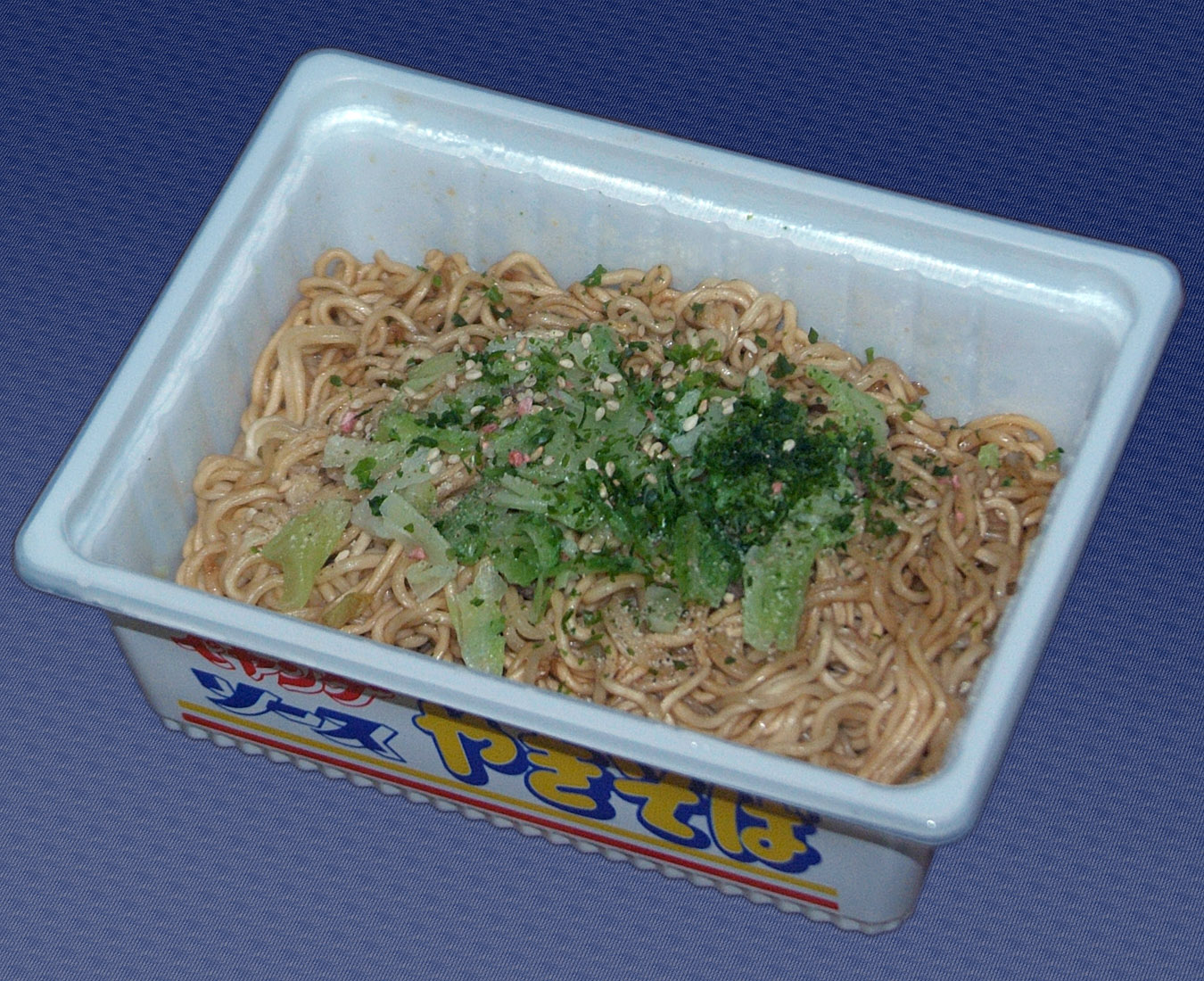
インスタント焼きそばの調理例

製品の多くは熱湯を注いで3〜5分（約1〜5分の幅で各種ある）程度で調理が完了する。1980年代前半の一時期、各会社より乾燥麺タイプで調理時間が1分の製品が発売されたが、食べ終わる前に麺が伸びてしまうなどの問題があったため消費者からは不評で、多くは短命に終わり、一部の焼きそばタイプで存続するに留まっている。汁を用いない焼きそば系の場合は湯切の作業が必要となる。また生タイプ麺などの製品でも湯切りをし再度お湯を注ぐものもある。しかし生タイプ麺を使用したものは調理時間がやや短めの傾向である。特殊な調理法として、いわゆる「かた焼きそば」系列の焼きうどんなどは麺を湯で調理せず、餡を湯で調理作成し、それに油で揚げてある麺を入れるというものが存在するが、このような調理方法のカップ麺はきわめて少ない。
添付のスープや具材はフリーズドライ製法を用い乾燥させたものが主流だが、比較的中高価格帯の製品には袋入りのインスタントラーメンと同様、スープ・具が別添のものも存在する。それらの製品では袋を取り出し、麺の上に置いてから湯を注ぐなど、製品ごとにさまざまな違いも見られるため、湯を注ぐ前にパッケージに記載された説明書きなどを読んでおくことが勧められる。中にはレトルト食品の具材が付属していて、その具材を湯煎あるいは別鍋で加熱することを勧める製品も存在する。なお、カップ麺は2009年6月30日以前に発売された商品はJAS規格によって「標準」と「上級」に分類されていた。麺の重量に対して具材（かやく）が6%以上のものが標準、15%以上のものが上級、カップ焼きそばやスパゲティの場合、4%以上が標準、10%以上が上級となっていたが、2009年7月1日以降より発売されるカップ麺についてはこれらの分類は撤廃（廃止）された。
日本では少数であるが、電子レンジ調理専用商品（日清食品「U.F.O.」・どん兵衛「NEXT GENERATION」シリーズなど）や熱湯調理/電子レンジ調理のいずれか選択可能な商品（「カップヌードル マイ・レンジタイム〈旧・カップヌードル レンジスタイル〉」シリーズ）のように電子レンジで調理可能な商品も2000年代以降存在する。それ以外のものは電子レンジ調理不可とパッケージに記載されている。米国など日本国外で販売されているものは "microwavable"（電子レンジ調理可能）と明記されたものが多く存在する。
航空便の機内食用に作られたもの（日本航空の「うどんですかい」や全日本空輸の「とびっきりおうどん」など）では、気圧の低い飛行機内で沸かされた低温のお湯でも麺が戻るような特別の製法で作られている。これらの低圧調理可能製品は、登山時などでも高山食・非常食として利用可能である。
調理時間の計測には専用のタイマーもあり、スマートフォンでも、ラーメンタイマー（カップ麺タイマー）のアプリが多数存在する。ほとんどのカップ麺の蓋は紙系だと一度剥がしてしまうと再封緘が難しくなり、通常は調理中は別の物体（書籍など）での補助を必要とすることが多い。このためにカップ麺の補助用のマスコットアイテムが販売されており、一部は調理時間計測用のタイマーを兼ねているものもある。「テレコマ戦士 どんぶりマン」のように実在するカップ麺のモチーフを取り入れたアイテムも存在する。日清食品は本目的のカップヌードルモチーフの変形ロボアイテム「カップヌードルロボタイマー」をカップヌードル発売40周年にあわせて企画・製造し、プレゼント商品として流通させている。

## 市場
日本全国で発売されている一部の商品では、東日本と西日本など地域別でそれぞれ味付けを変えているケースもある（「どん兵衛」や「赤いきつねと緑のたぬき」など）。また、地域限定発売の商品もある。なお、カップ麺の購入量第一位は青森県である。
2000年前後からカップラーメンにおいてコンビニエンスストアを中心に地方色を強く出した「ご当地ラーメン」や「青葉」など有名店の味を再現・類似した「ご当店ラーメン」を取り入れるなどバリエーションが拡大し、当時180円以上と区分された高品質・高価格帯の商品群が活性化した。
市場占有率は長いこと各社の主力ブランドである「カップヌードル」や「赤いきつね」など初期に登場したナショナルブランド (NB) 商品が上位を占めてきたが、2008年に原材料費などの高騰で大手メーカー製品の売価が上がったことで、カップヌードルは値上げ前比-52%と半減した。その影響で、安価で展開している大手スーパーチェーン自社プライベートブランド (PB) 商品やメーカー各社のオープンプライス (OP) 商品の種類が急増し、売上を大きく伸ばした。2009年はNB商品にて品質改良や積極的な販促活動が行われたことなどから、PB商品やOP商品への需要の流れが全体に落ち着き、後半にはNB商品への回帰傾向が出てきた。2010年は前半もNB商品への回帰傾向は続き、各社の主力ブランドは価値訴求を行っていることにより、堅調な需要を満たしている。
製品化は、スパゲッティ、焼きそば、ラーメン、うどん、そば、そうめん、きしめんなど、麺類全般である。本商品群はマーケティングリサーチの格好の資料となっており、日清食品は過去に一度発売したものの商業的に失敗した商品を「黒歴史」として2017年に再発売した。
カップラーメンは日本国外での生産・販売も行われている。主な生産および消費地は東アジア地域であるが、北米大陸（特にメキシコ）でもヒスパニック系住民を中心に人気がある。日本のメーカーの現地生産も行われている。前述の通り、その地域の一般的な麺類がカップ食品化されるケースが多い。

## 保管について
2008年10月に、日清食品製の「カップヌードル」「CO・OPヌードル」、 グループの明星食品製の「CO・OPカップラーメン」から防虫剤成分のパラジクロロベンゼンが検出され、「カップヌードル」を食べた消費者が健康被害を起こす騒ぎが発生した。日清食品や警察、保健所などで調査の結果、工場などにパラジクロロベンゼンはなく、防虫剤の近くで保管され、成分がカップ麺に移行したものと結論が出された。それ以降、防虫剤などと一緒に保管しないよう注意書きがなされている。
また前述の通り、カップの物理的強度は比較的低く、ほとんどのカップ麺に注意書きにも破損しやすい旨が記載されていたり、輸送梱包用のカートンなどの扱いは明確にこわれもの扱いとなっている。

## 非常用食糧
電気・ガス・水道と、ライフラインが影響を受ける非常時では、お湯の入手が困難な場合が多いが、警視庁警備部災害対策課によると水でも15分待てば食べられるとしている。また、災害直後の火気使用は、ガス漏れによる火災事故を起こす危険も高く、集団避難生活では火気が使えないことが多いため、調理が難しいケースもある。1989年に日清食品より、発熱体により水を注ぐだけで調理できるカップ麺「スーパーボイル」がテスト販売された。
少なくとも、インスタントラーメンよりは調理は簡便ではあるが、これの調理に必要な水や燃料・簡易焜炉（カセットガスコンロなど）といったほかの備えが必要となる。ただし、上記以外の一般のカップヌードルでも、時間をかければ（15分～30分程度）水だけでも可食状態になることが警視庁警備部災害対策課ほかの実験で紹介されている。
日清食品は、非常災害用として自社工場や物流倉庫にランニングストックとして常時100万食分のカップめんを在庫しており、過去の大災害時にも随時提供されている。

## 健康面
カップ麺は炭水化物が主成分で塩分や脂肪分などを多く含み（特にスープは高塩分、高油分である）、ビタミンや繊維質、ミネラルなどが少量しか含まれていないため、栄養が偏った食品であるとされる。栄養価の不足を補い脚気を防ぐため、ビタミンB1・ビタミンB2・カルシウムが添加されている。
国立研究開発法人医薬基盤・健康・栄養研究所は、日本人の食塩摂取源となっている食品の1位はカップ麺で、2位は袋などに入ったインスタントラーメンだったと発表した。同研究所は「食塩の取りすぎが血圧の上昇と関連があることが明らかになっており、注意してほしい」と呼びかけている。
厚生労働省の2012年の国民健康・栄養調査のデータを基に、食塩摂取源となっている食品のランキングを作成したところ、1位のカップ麺からはスープを飲み干したと仮定して1日あたり5.5gの食塩を取っていた。2位はインスタントラーメン5.4g、3位は梅干し1.8g、4位は高菜の漬物1.2g、5位はキュウリの漬物1.2gだった。なおこれらの条件は、スープ類で最初から味付けが完了しているカップヌードルタイプや、別添の味付けが液体スープ系のペヤングソースやきそばタイプなどでは、特に塩分の抑制と過剰摂取の回避とが難しいが、粉末スープ類を別添にしているきつねどん兵衛タイプや、普通の袋麺タイプのインスタント麺類では、粉末スープの使用量を減らすことにより塩分を抑制し、過剰摂取を回避することが可能である。
明星食品は2020年2月、消費者の健康志向が高まったことを受け、カップ内側にスープを残す目安となる線を刻み摂取塩分量を調節できる「しおケアカップ」を導入。容器形状が縦型カップではない丼タイプを中心に随時導入した。
スープを残すことは健康には良い反面、水道管の詰まりや環境汚染に繋がると指摘されている。特にキャンプでは残ったスープを川や土壌へ直接廃棄する事が問題視されていた。そういった問題の解決策として、2021年3月小林製薬と日清食品の共同で「カップヌードル 残ったスープ固めるパウダー」を開発。日清食品オンラインショップ等を通じ順次配布された。2021年12月には紀陽除虫菊がスープを固めて燃えるゴミとして廃棄できる同用途の凝固剤「残った麺スープ固めてポン」を発売した。

## 主な日本のカップ麺メーカーおよび有名ブランド
企業名から直接導出できないもののみ記載。
- 日清食品（日清食品ホールディングス傘下。大阪府大阪市淀川区）
- 東洋水産（マルちゃんブランド。東京都港区）
- サンヨー食品（サッポロ一番ブランド。東京都港区）
- エースコック（サンヨー食品系。大阪府吹田市）
- 明星食品（日清食品ホールディングス傘下。東京都渋谷区）
- まるか食品（ペヤングブランド。群馬県伊勢崎市）
- ヤマダイ（ニュータッチブランド。茨城県結城郡八千代町）
- テーブルマーク（日本たばこ産業（JTグループ）傘下。旧社名：加ト吉。東京都中央区）
- 徳島製粉（金ちゃんブランド。徳島県徳島市）
- マルタイ（サンヨー食品系。福岡県福岡市西区）
- サンポー食品（佐賀県三養基郡基山町）
- 麺のスナオシ（茨城県水戸市）
- 大黒食品工業（マイフレンドブランド、AKAGIブランド。群馬県佐波郡玉村町）
- おやつカンパニー（ベビースターブランド。ブタメンシリーズ。三重県津市）
- 東京拉麺（しんちゃんラーメンブランド。栃木県足利市）
- 寿がきや食品（愛知県豊明市）
- 山本製粉（愛知県豊川市）
- イトメン（兵庫県たつの市）
- 五木食品（熊本県熊本市）
- とかち麺工房（旧社名：十勝新津製麺。北海道中川郡池田町）廃業
- 横山製麺工場（八ちゃんブランド。岡山県） - 事業停止。フリーズドライ麺を使用していた。